# Бенито-Хуарес (муниципалитет)
Муниципалитет Бенито-Хуарес  (исп. Partido de Benito Juárez) — муниципалитет в Аргентине в составе провинции Буэнос-Айрес.
Территория — 5285 км². Население — 20 239 человек. Плотность населения — 3,82 чел./км².
Административный центр — Бенито-Хуарес.

## История
Муниципалитет был выделен в 1867 году из муниципалитета Некочеа. Он был назван в честь национального героя Мексики Бенито Хуареса.
По территории Бенито-Хуареса протекает река Кекен-Гранде.

## География
Муниципалитет расположен на юге провинции Буэнос-Айрес.
Муниципалитет граничит:
- на северо-западе — c муниципалитетом Олаваррия
- на севере — с муниципалитетом Асуль
- на северо-востоке — с муниципалитетом Тандиль
- на юго-востоке — с муниципалитетом Некочеа
- на юго-западе — с муниципалитетом Адольфо-Гонсалес-Чавес
- на западе — с муниципалитетом Лаприда

## Важнейшие населённые пункты[2]
| № | Населённый пункт | Населённый пункт (исп.) | Категория | Население чел. (2010) | На карте                        |
| - | ---------------- | ----------------------- | --------- | --------------------- | ------------------------------- |
| 1 | Бенито-Хуарес    | Benito Juárez           | город     | 14279                 | 37°40′28″ ю. ш. 59°48′21″ з. д. |
| 2 | Вилья-Касике     | Villa Cacique           | город     | 2689                  | 37°40′20″ ю. ш. 59°23′52″ з. д. |
| 3 | Баркер           | Barker                  | посёлок   | 1241                  | 37°38′21″ ю. ш. 59°23′26″ з. д. |
| 4 | Тедин-Урибуру    | Tedín Uriburu           | посёлок   | 157                   | 37°21′59″ ю. ш. 59°45′44″ з. д. |
| 5 | Лопес            | López                   | посёлок   | 138                   | 37°33′07″ ю. ш. 59°37′39″ з. д. |